# Stanisław Chomętowski
Stanisław Chomętowski (né le 13 décembre 1673 – mort le 31 août 1728), fils de Marcin Chomętowski (pl), membre de la noble famille polonaise Chomętowscy, voïvode de Mazovie (1706), maréchal de la cour de la Couronne (1725), hetman de la Couronne (1726).

## Biographie
Né dans une famille de la noblesse polonaise, il est nommé en 1696 membre du bureau du staroste de Radom. 
Après l'éviction du roi Auguste II en 1704 (remplacé par Stanislas Leszczynski), il soutient son retour. Au cours de la Confédération de Sandomierz, il est élu le maréchal de la Diète et essaie d'obtenir le soutien russe pour le retour d'Auguste II. En 1706, il est nommé voïvode de Mazovie, l'une des terres des plus peuplées et des plus riches de la République et staroste de Zwoleń, puis, en 1708, de Drohobycz et Złotoryja. Il accroît alors significativement sa fortune.
En 1712, il est envoyé comme ambassadeur en Turquie pour négocier la libération de Charles XII de Suède. Pour cette mission, il reçoit la somme astronomique de 25 000 tallers. 
Le 1er février 1717, il participe au Sejm silencieux (la plupart des députés étant privés de parole), qui se réunit à Varsovie sous le contrôle de la Russie et impose de sérieuses limites à la souveraineté de la Pologne. 
En 1725, en récompense de son soutien au roi, il est nommé maréchal de la Cour. L'année suivante, il est nommé hetman de la Couronne et occupe ce poste jusqu'à sa mort en 1728.